# Laura Live World Tour 09
Laura Live World Tour 09 è il tredicesimo album (il terzo live) della cantante italiana Laura Pausini pubblicato il 27 novembre 2009.
L'album viene registrato durante alcune tappe del World Tour 2009.
Per la prima volta viene pubblicato un album live per il mercato spagnolo e latino intitolato Laura Live Gira Mundial 09.

## Descrizione
Il CD contiene 18 tracce; 15 interpretate e registrate ognuna in una città diversa del World Tour 2009 e 3 brani inediti: Con la musica alla radio, Non sono lei e Casomai.
Il DVD contiene video tratti da vari concerti del Tour e 3 nuovi videoclip, Making of e brani regalo Laura gift.
L'album è anticipato dai singoli Con la musica alla radio in radio dal 25 settembre 2009 e Non sono lei, in radio dal 20 novembre 2009. Il terzo singolo estratto è Casomai il 29 gennaio 2010.
Il DVD viene trasmesso in anteprima il 23 novembre 2009 sul canale Live! di Sky Italia.

## Edizioni

### Laura Live World Tour 09
L'edizione del disco pubblicata Italia è un cofanetto cartonato composto da:
- CD con 18 tracce, di cui 3 inedite e il brano regalo (Laura gift) E poi, cover di Giorgia eseguita a Roma il 16 marzo 2009
- DVD con video tratti dal World Tour 2009, 3 nuovi videoclip, Making of e brani regalo Laura gift.

Tracce CD
- CD+DVD: 5051865632122

1. Intro - It's too late (Live) – 0:44 (testo e musica: Laura Pausini, Paolo Carta, Bruno Zucchetti) – (Helsinki, 20 maggio)
2. Invece no (Live) – 3:57 (testo: Laura Pausini, Niccolò Agliardi – musica: Laura Pausini, Paolo Carta) – (Milano, 14 aprile)
3. Come se non fosse stato mai amore (Live) – 4:07 (testo: Laura Pausini, Cheope – musica: Daniel Vuletic) – (Firenze, 11 marzo)
4. Un'emergenza d'amore (Live) – 6:04 (testo: Laura Pausini, Cheope, Massimo Pacciani – musica: Eric Buffat) – (Verona, 29 giugno)
5. E ritorno da te (Live) – 4:22 (testo: Laura Pausini, Cheope – musica: Daniel Vuletic) – (Barletta, 16 luglio)
6. La geografia del mio cammino (Live) – 4:51 (testo: Laura Pausini, Cheope, Niccolò Agliardi – musica: Paolo Carta, Laura Pausini) – (Teramo, 14 luglio)
7. Vivimi (Live) – 4:39 (testo e musica: Biagio Antonacci) – (Bergamo, 9 luglio)
8. Le cose che vivi (Live) – 4:39 (testo: Cheope, Fabrizio Pausini – musica: Giuseppe Carella, Fabrizio Baldoni, Gino De Stefani) – (Palermo, 18 luglio)
9. Tra te e il mare (Live) – 4:13 (testo e musica: Biagio Antonacci) – (Roma, 15 marzo)
10. Io canto (Live) – 4:13 (testo: Marco Luberti – musica: Riccardo Cocciante) – (Malta, 21 luglio)
11. E poi (Live, Laura gift) – 2:11 (testo e musica: Giorgia, Marco Rinalduzzi, Massimo Calabrese) – (brano di Giorgia, da Giorgia, 1994 - Roma, 16 marzo)
12. Resta in ascolto (Live) – 3:55 (testo: Laura Pausini, Cheope – musica: Daniel Vuletic) – (Bruxelles, 25 maggio)
13. La mia banda suona il rock (Live) – 4:10 (testo e musica: Ivano Fossati) – (Cagliari, 25 luglio)
14. La solitudine (Live) – 4:37 (testo: Federico Cavalli, Pietro Cremonesi – musica: Angelo Valsiglio, Pietro Cremonesi) – (Napoli, 11 luglio)
15. Primavera in anticipo (It Is My Song) (Live) – 5:26 (testo: Laura Pausini, Cheope, James Blunt – musica: Daniel Vuletic) – (Monza, 3 luglio)
16. Con la musica alla radio (Inedito) – 3:44 (testo: Laura Pausini, Daniel Vuletic – musica: Laura Pausini, Cheope)
17. Non sono lei (Inedito) – 3:40 (testo: Laura Pausini, Daniel Vuletic – musica: Laura Pausini, Cheope)
18. Casomai (Inedito) – 3:18 (testo: Laura Pausini, Daniel Vuletic – musica: Laura Pausini, Cheope) – (soundcheck a San Paolo, 6 ottobre)

Durata totale: 72:50
Tracce DVD
1. Intro - It's too late (Video live) – 1:46 (testo e musica: Laura Pausini, Paolo Carta, Bruno Zucchetti) – (Helsinki, 20 maggio 2009)
2. Invece no (Video live) – 3:56 (testo: Laura Pausini, Niccolò Agliardi – musica: Laura Pausini, Paolo Carta) – (Around the world)
3. Come se non fosse stato mai amore (Video live) – 4:11 (testo: Laura Pausini, Cheope – musica: Daniel Vuletic) – (Firenze, 11 marzo 2009)
4. Medley Rock (Video live) – 8:20 – (Locarno, 8 luglio 2009)
5. Un'emergenza d'amore (Video live) – 6:07 (testo: Laura Pausini, Cheope, Massimo Pacciani – musica: Eric Buffat) – (Verona, 29 giugno 2009)
6. Víveme (Video live) – 4:33 (testo e musica: Biagio Antonacci - adatt. spagnolo: Badia) – (Barcellona, 30 aprile 2009)
7. Mille braccia (Video live) – 3:51 (testo: Laura Pausini, Cheope – musica: Paolo Carta) – (Napoli, 11 luglio 2009)
8. E ritorno da te (Video live) – 4:26 (testo: Laura Pausini, Cheope – musica: Daniel Vuletic) – (Barletta, 16 luglio 2009)
9. La geografia del mio cammino (Video live) – 4:47 (testo: Laura Pausini, Cheope, Niccolò Agliardi – musica: Paolo Carta, Laura Pausini) – (Teramo, 14 luglio 2009)
10. Medley Pop (Video live) – 9:15 – (Barcellona, 30 aprile 2009)
11. Sorella terra (Video live) – 6:14 (testo: Laura Pausini, Cheope – musica: Daniel Vuletic) – (Torino, 5 marzo 2009)
12. Io canto (Video live) – 4:03 (testo: Marco Luberti – musica: Riccardo Cocciante) – (Malta, 21 luglio 2009)
13. Tra te e il mare (Video live) – 4:27 (testo e musica: Biagio Antonacci) – (Torino, 5 marzo 2009)
14. Le cose che vivi (Video live) – 4:37 (testo: Cheope, Fabrizio Pausini – musica: Giuseppe Carella, Fabrizio Baldoni, Gino De Stefani) – (Palermo, 18 luglio 2009)
15. Medley Soft (Video live) – 14:48 – (Bergamo, 9 luglio 2009)
16. La mia banda suona il rock (Video live) – 4:06 (testo e musica: Ivano Fossati) – (Cagliari, 25 luglio 2009)
17. Amores extraños (Video live) – 4:16 (testo: Cheope, Marco Marati, Francesco Tanini – adatt. spagnolo: Badia – musica: Angelo Valsiglio, Roberto Buti) – (New York, 16 ottobre 2009)
18. Primavera in anticipo (It Is My Song) (Video live) – 5:02 (testo: Laura Pausini, Cheope, James Blunt – musica: Daniel Vuletic) – (Monza, 3 luglio 2009)

Tracce DVD - Special Features
1. Con la musica alla radio (Inedito, videoclip) – 4:17
2. Non sono lei (Inedito, videoclip) – 4:06
3. Casomai (Inedito, videoclip) – 3:43
4. Un fatto ovvio (Videoclip) – 4:40
5. Behind the scenes Live Tour 09 – 10:58
6. Making of the video Con la musica alla radio – 3:42
7. Making of the video Non sono lei – 3:40
8. E poi (Video live, Laura gift) – 2:11 (Testo e Musica: Giorgia, Marco Rinalduzzi, Massimo Calabrese) – (brano di Giorgia, da Giorgia, 1994 - Roma, 16 marzo)
9. Paris au mois d'aout (feat. Fabrizio Pausini) (Video live, Laura gift) – 2:15 (Testo e Musica: Charles Aznavour, Garvarentz) – (Ginevra, 10 maggio 2009)
10. Napule è (Video live, Laura gift) – 0:59 (Testo e Musica: Pino Daniele) – (brano di Pino Daniele, da Terra mia, 1977 - Napoli, 11 luglio 2009)
11. Vitti na crozza (Video live, Laura gift) – 2:22 – (canzone popolare siciliana - Palermo, 18 luglio 2009)
12. Heal The World (Video live, Laura gift) – 2:18 (Testo e Musica: Michael Jackson) – (brano di Michael Jackson, da Dangerous, 1991 - World Tour 2009, tappa estiva)

Durata totale: 144:04

### Laura Live Gira Mundial 09
L'edizione del disco in lingua spagnola pubblicata in Spagna e in America Latina è un cofanetto cartonato composto da:
- CD con 17 tracce, di cui 3 inedite.
- DVD con video tratti dal World Tour 2009, 3 nuovi videoclip, Making of e brani regalo Laura gift.

Tracce CD
- CD+DVD: 5051865632924

1. Intro - It's too late (Live) – 0:44 (Testo e Musica: Laura Pausini, Paolo Carta, Bruno Zucchetti) – (Helsinki, 20 maggio 2009)
2. En cambio no (Live) – 4:05 (testo: Laura Pausini, Niccolò Agliardi – adatt. spagnolo: Ignacio Ballesteros – musica: Laura Pausini, Paolo Carta) – (Madrid, 28 aprile 2009)
3. Como si no nos hubiéramos (Live) – 4:02 (testo: Laura Pausini, Cheope – adatt. spagnolo: León Tristán – musica: Daniel Vuletic) – (Barcellona, 30 aprile 2009)
4. Medley Rock (Live) – 8:18 – (Los Angeles, 24 settembre 2009)
5. Amores extraños (Live) – 4:21 (testo: Cheope, Marco Marati, Francesco Tanini – adatt. spagnolo: Badia – musica: Angelo Valsiglio, Roberto Buti) – (New York, 16 ottobre 2009)
6. Emergencia de amor (Live) – 6:06 (testo: Laura Pausini, Cheope, Massimo Pacciani – adatt spagnolo: Laura Pausini, Carlos Pixin, León Tristán – musica: Eric Buffat) – (Lima, 27 settembre 2009)
7. Víveme (Live) – 4:48 (testo e musica: Biagio Antonacci - adatt. spagnolo: Badia) – (Barcellona, 30 aprile 2009)
8. Entre tú y mil mares (Live) – 4:19 (testo e musica: Biagio Antonacci - adatt. spagnolo: Badia) – (Madrid, 28 aprile 2009)
9. Volveré junto a ti (Live) – 4:23 (testo: Laura Pausini, Cheope - adatt. spagnolo: Badia – musica: Daniel Vuletic) – (Santiago del Cile, 30 settembre 2009)
10. Escucha atento (Live) – 3:56 (testo: Laura Pausini, Cheope - adatt. spagnolo: Badia – musica: Daniel Vuletic) – (Barcellona, 30 aprile 2009)
11. Yo canto (Live) – 4:23 (testo: Marco Luberti - adatt. spagnolo: Frank Andrada – musica: Riccardo Cocciante) – (Città del Messico, 10 ottobre 2009)
12. Se fue (Live) – 4:28 (testo: Federico Cavalli, Pietro Cremonesi - adatt. spagnolo: Badia – musica: Pietro Cremonesi, Angelo Valsiglio) – (Hollywood, 14 ottobre 2009)
13. Primavera anticipada (It Is My Song) (Live) – 3:38 (testo: Laura Pausini, Cheope, James Blunt – adatt spagnolo: Ignacio Ballesteros – musica: Daniel Vuletic) – (Santo Domingo, 19 settembre 2009)
14. La soledad (Live) – 5:07 (testo: Federico Cavalli, Pietro Cremonesi – adatt spagnolo: Badia – musica: Angelo Valsiglio, Pietro Cremonesi) – (Barcellona, 30 aprile 2009)
15. Con la musica en la radio (Inedito) – 3:42 (testo: Laura Pausini, Daniel Vuletic - adatt. spagnolo: Ignacio Ballesteros – musica: Laura Pausini, Cheope)
16. Ella no soy (Inedito) – 3:40 (testo: Laura Pausini, Daniel Vuletic - adatt. spagnolo: Ignacio Ballesteros – musica: Laura Pausini, Cheope)
17. Menos mal (Inedito) – 3:18 (testo: Laura Pausini, Daniel Vuletic - adatt. spagnolo: Ignacio Ballesteros – musica: Laura Pausini, Cheope) – (Soundcheck a Buenos Aires, 2 ottobre 2009)

Durata totale: 73:18
Tracce DVD
1. Intro - It's too late (Video live) – 1:46 (testo e musica: Laura Pausini, Paolo Carta, Bruno Zucchetti) – (Helsinki, 20 maggio 2009)
2. En cambio no (Video live) – 3:52 (testo: Laura Pausini, Niccolò Agliardi – adatt. spagnolo: Ignacio Ballesteros – musica: Laura Pausini, Paolo Carta) – (Around the world)
3. Como si no nos hubiéramos amado (Video live) – 4:09 (testo: Laura Pausini, Cheope – adatt. spagnolo: León Tristán – musica: Daniel Vuletic) – (Barcellona, 30 aprile 2009)
4. Medley Pop (Video live) – 9:15 – (Barcellona, 30 aprile 2009)
5. Víveme (Video live) – 4:33 (testo e musica: Biagio Antonacci - adatt. spagnolo: Badia) – (Barcellona, 30 aprile 2009)
6. Volveré junto a ti (Video live) – 4:25 (testo: Laura Pausini, Cheope - adatt. spagnolo: Badia – musica: Daniel Vuletic) – (Santiago del Cile, 30 settembre 2009)
7. Entre tú y mil mares (Video live) – 4:25 (testo e musica: Biagio Antonacci - adatt. spagnolo: Badia) – (Madrid, 28 aprile 2009)
8. Escucha atento (Video live) – 3:55 (testo: Laura Pausini, Cheope - adatt. spagnolo: Badia – musica: Daniel Vuletic) – (Barcellona, 30 aprile 2009)
9. Amores extraños (Video live) – 4:16 (testo: Cheope, Marco Marati, Francesco Tanini – adatt. spagnolo: Badia – musica: Angelo Valsiglio, Roberto Buti) – (New York, 16 ottobre 2009)
10. Se fue (Video live) – 4:25 (testo: Federico Cavalli, Pietro Cremonesi - adatt. spagnolo: Badia – musica: Pietro Cremonesi, Angelo Valsiglio) – (Hollywood, 14 ottobre 2009)
11. La soledad (Video live) – 5:06 (testo: Federico Cavalli, Pietro Cremonesi – adatt spagnolo: Badia – musica: Angelo Valsiglio, Pietro Cremonesi) – (Barcellona, 30 aprile 2009)
12. Mille braccia (Video live) – 3:51 (testo: Laura Pausini, Cheope – musica: Paolo Carta) – (Napoli, 11 luglio 2009)
13. Medley Rock (Video live) – 8:20 – (Locarno, 8 luglio 2009)
14. Un'emergenza d'amore (Video live) – 6:07 (testo: Laura Pausini, Cheope, Massimo Pacciani – musica: Eric Buffat) – (Verona, 29 giugno 2009)
15. Sorella terra (Video live) – 6:14 (testo: Laura Pausini, Cheope – musica: Daniel Vuletic) – (Torino, 5 marzo 2009)
16. La mia banda suona il rock (Video live) – 4:06 (testo e musica: Ivano Fossati) – (Cagliari, 25 luglio 2009)
17. Medley Soft (Video live) – 14:48 – (Bergamo, 9 luglio 2009)
18. Primavera in anticipo (It Is My Song) (Video live) – 5:02 (testo: Laura Pausini, Cheope, James Blunt – musica: Daniel Vuletic) – (Monza, 3 luglio 2009)

Tracce DVD - Special Features
1. Con la musica en la radio (Inedito, videoclip) – 4:17
2. Ella no soy (Inedito, videoclip) – 4:06
3. Menos mal (Inedito, videoclip) – 3:43
4. Un hecho ovbio (Videoclip) – 4:40
5. Behind the scenes Live Tour 09 – 10:58
6. Making of the video Con la musica en la radio – 3:42
7. Making of the video Ella no soy – 3:40
8. E poi (Video live, Laura gift) – 2:11 (Testo e Musica: Giorgia, Marco Rinalduzzi, Massimo Calabrese) – (brano di Giorgia, da Giorgia, 1994 - Roma, 16 marzo)
9. Paris au mois d'aout (feat. Fabrizio Pausini) (Video live, Laura gift) – 2:15 (Testo e Musica: Charles Aznavour, Garvarentz) – (Ginevra, 10 maggio 2009)
10. Napule è (Video live, Laura gift) – 0:59 (Testo e Musica: Pino Daniele) – (brano di Pino Daniele, da Terra mia, 1977 - Napoli, 11 luglio 2009)
11. Vitti na crozza (Video live, Laura gift) – 2:22 – (canzone popolare siciliana - Palermo, 18 luglio 2009)
12. Heal The World (Video live, Laura gift) – 2:18 (Testo e Musica: Michael Jackson) – (brano di Michael Jackson, da Dangerous, 1991 - World Tour 2009, tappa estiva)

Durata totale: 143:54

### Laura Live Gira Mundial 09 - US Edition
L'edizione del disco pubblicata negli Stati Uniti (CD+DVD: 0825646840359) è un cofanetto cartonato con copertina di colore diversa (rosa) con tracce ridotte rispetto alla versione Laura Live Gira Mundial 09, composto da:
- CD (solo 12 tracce) (Durata totale: 46:16)
- DVD (solo 10 tracce) (Durata totale: 45:28)

Tracce CD non presenti
Le tracce del CD sono le stesse dell'edizione Laura Live Gira Mundial 09 ma ridotte.
Non sono contenute le seguenti tracce:
- Medley Rock: Dispárame, dispara/Bendecida pasión/Mi perspectiva/Háblame/Mis beneficios (Los Angeles)
- Amores extraños (New York)
- Emergencia de amor (Lima)
- Entre tú y mil mares (Madrid)
- Escucha atento (Barcellona)

Tracce DVD non presenti
Le tracce del DVD sono le stesse dell'edizione Laura Live Gira Mundial 09 ma ridotte.
Non sono contenute le seguenti tracce:
- La soledad (Barcellona)
- Mille braccia (Napoli)
- Medley Rock: Spaccacuore/Benedetta passione/La prospettiva di me/Parlami/Il mio beneficio (Locarno)
- Un'emergenza d'amore (Verona)
- Sorella terra (Torino)
- La mia banda suona il rock (Cagliari)
- Medley Soft: Il tuo nome in maiuscolo/Nel modo più sincero che c'è/Surrender/Due innamorati come noi/Prima che esci/In assenza di te/Incancellabile
- Primavera in anticipo (It is My Song) (Monza)
- 12 Tracce Special Features

### Laura Live Gira Mundial 09 - DVD US Edition
Dal 27 settembre 2011 negli Stati Uniti Laura Live Gira Mundial 09 (DVD: 0825646650231) viene venduto anche in versione singola, solo DVD senza CD. Le tracce video sono le stesse della versione doppia (rosa).

## Registrazione
- World Tour 2009: Barletta*, Bergamo, Cagliari, Firenze*, Milano*, Monza, Napoli, Palermo, Roma, Teramo*, Torino, Verona, Barcellona, Città del Messico**, Bruxelles*, Hollywood**,  Helsinki, Lima**, Locarno, Los Angeles**, Madrid**, Malta*, New York, Santiago del Cile**, Santo Domingo**, San Paolo. (* luogo di registrazione solo per l'album in lingua italiana  -  ** luogo di registrazione solo per l'album in lingua spagnola)
- San Paolo, Brasile: registrazione del brano Casomai durante il soundcheck.
- Buenos Aires, Argentina: registrazione del brano Menos mal durante il soundcheck.
- Officine Meccaniche, Milano: mixaggio
- ORS Oliveta Recording Studios, Castelbolognese: mixaggio.
- Fonoprint, Bologna: masterizzazione.

## Formazione
- Laura Pausini: voce
- Emiliano Fantuzzi: chitarra, programmazione
- Bruno Zucchetti: pianoforte, tastiera
- Gianluigi Fazio: chitarra, cori
- Paolo Costa: basso
- Alfredo Golino: batteria
- Massimo Varini: chitarra
- Dado Parisini: tastiera, pianoforte
- Paolo Carta: chitarra
- Gabriele Fersini: chitarra
- Matteo Bassi: basso
- Emiliano Bassi: batteria
- Roberta Granà: cori
- Emanuela Cortesi: cori

## Promozione
| Singolo e videoclip      | Singolo e videoclip       | Singolo e videoclip | Singolo e videoclip |
| Lingua italiana          | Lingua spagnola           | Data di uscita      | Regista             |
| ------------------------ | ------------------------- | ------------------- | ------------------- |
| Con la musica alla radio | Con la musica en la radio | 25 settembre 2009   | Gaetano Morbioli    |
| Non sono lei             | Ella no soy               | 20 novembre 2009    | Gaetano Morbioli    |
| Casomai                  | Menos mal                 | 29 gennaio 2010     | Gaetano Morbioli    |

## Riconoscimenti e nomination
Con Laura Live World Tour 09 Laura Pausini ottiene il 28 maggio 2010 il Wind Music Award nella categoria CD Multiplatino, ma non partecipa alla manifestazione.
Con Laura Live Gira Mundial 09 riceve nel 2010 una nomination ai Premios Orgullosamente Latino nella categoria Disco latino dell'anno; inoltre l'8 settembre insieme al regista dei videoclip Gaetano Morbioli riceve una nomination ai Latin Grammy Awards nella categoria Miglior video musicale di lunga durata per Laura Live Gira Mundial 09, riconoscimento che viene assegnato all'artista e al regista di video musicali contenenti più di una canzone.

## Classifiche
Laura Live World Tour 09 esordisce al 2º posto della classifica FIMI degli album più venduti in Italia. Ottiene il 2º posto per altre quattro volte e al 3° per tre.

### Classifiche settimanali
| Classifica (2009-2010)        | Posizione massima |
| ----------------------------- | ----------------- |
| Belgio (Vallonia)             | 53                |
| Francia                       | 91                |
| Italia                        | 2                 |
| Messico                       | 24                |
| Spagna                        | 32                |
| Stati Uniti (Latin Album)     | 33                |
| Stati Uniti (Latin Pop Album) | 9                 |
| Svizzera                      | 14                |

### Classifiche di fine anno
| Classifica (2009) | Posizione |
| ----------------- | --------- |
| Italia            | 8         |
| Classifica (2010) | Posizione |
| Italia            | 27        |